# Mount Kathleen
Mount Kathleen ist ein Berg in der antarktischen Ross Dependency. Mit einer Höhe von rund 900 m ist er der höchste Gipfel des Ebony Ridge am nördlichen Ende der Commonwealth Range im Transantarktischen Gebirge. 
Teilnehmer Nimrod-Expedition (1907–1909) unter der Leitung des britischen Polarforschers Ernest Shackleton entdeckten ihn. Benannt ist der Berg nach Shackletons ältester Schwester Kathleen Shackleton (1884–1961).